# Ashley Rickards

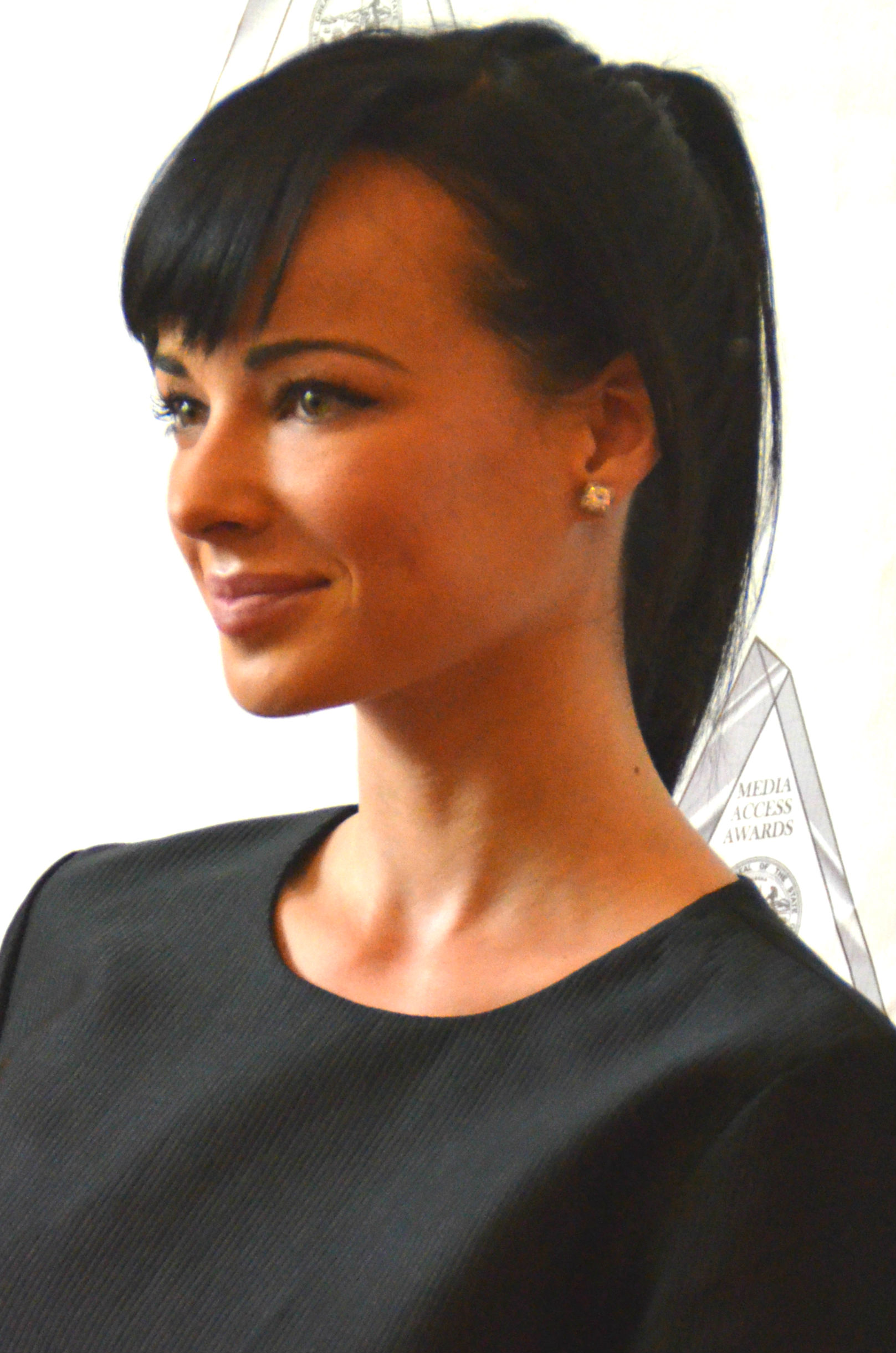
Ashley Rickards (2014)

Ashley Rickards (* 4. Mai 1992 in Sarasota, Florida) ist eine US-amerikanische Schauspielerin.

## Leben
Ashley Rickards besuchte einen Polnischkurs und absolvierte die Highschool mit Auszeichnung. Schon in der Mittelstufe begann sie Interesse an der Schauspielerei zu entwickeln, als sie den dortigen Opernkurs besuchen musste. Neben der Schauspielerei interessiert sie sich auch für Filmproduktion und das Verfassen von Drehbüchern. Sie bildet außerdem Pferde für die tiergestützte Therapie aus.
Zu Beginn ihrer Schauspielkarriere hatte Rickards einige Gastauftritte in Serien wie CSI: NY, Zoey 101 und Alles Betty!. Bekannt wurde sie in ihrer Dauerrolle in der Serie One Tree Hill als Samantha Walker. 2011 drehte sie den Film Fly Away, in dem sie ein autistisches Mädchen spielt. Hierfür wurde Rickards auf dem Arizona International Film Festival 2011 mit dem Reel Frontier Special Jury Award für die Beste Darstellung ausgezeichnet. Ebenfalls 2011 war sie in einer Nebenrolle in der ersten Staffel der Horrorserie American Horror Story zu sehen. Für ihre Rolle im Film Sassy Pants wurde Rickards auf dem Milano International Film Festival 2012 als Beste Schauspielerin nominiert.
Von 2011 bis 2016 hatte sie in der MTV-Serie Awkward – Mein sogenanntes Leben die Hauptrolle der Jenna Hamilton inne, wofür sie bei den Critics’ Choice Television Awards 2012 eine Nominierung als beste Hauptdarstellerin in einer Comedyserie erhielt. Eine weitere Nominierung erhielt sie in der Kategorie Choice Summer TV Star: Female bei den Teen Choice Awards 2012. Für die Folge Listen to This (4x02) der Serie übernahm Rickards 2014 erstmals die Regie. Bei der fünften Folge der fünften Staffel führte sie wieder Regie.

## Filmografie

### Filme
- 2006: Web Journal Now (Kurzfilm)
- 2007: Spoonfed (Kurzfilm)
- 2007: American Family (Fernsehfilm)
- 2009: Gamer
- 2009: Dirty Girl
- 2011: Fly Away
- 2012: Vom Blitz getroffen (Struck by Lightning)
- 2012: Sassy Pants
- 2014: At the Devil’s Door
- 2014: Ghost Movie 2 (A Haunted House 2)
- 2014: Behaving Badly – Brav sein war gestern (Behaving Badly)
- 2017: Cool Girls (The Outcasts)
- 2017: Killer App
- 2018: Pretty Little Stalker (The Danger of Positive Thinking)
- 2020: Smiley Face Killers

### Serien
- 2006: Alle hassen Chris (Everybody Hates Chris, Folge 2x09)
- 2006–2007: Distant Roads (19 Folgen)
- 2007: CSI: NY (Folge 3x18)
- 2007: Zoey 101 (Folge 3x20)
- 2007: Alles Betty! (Ugly Betty, Folgen 2x04–2x05)
- 2008: Entourage (Folge 5x03)
- 2008–2009: One Tree Hill (19 Folgen)
- 2011: American Horror Story (American Horror Story: Murder House, Folgen 1x05–1x06)
- 2011–2016: Awkward – Mein sogenanntes Leben (Awkward., 89 Folgen)
- 2016–2017, 2021–2022: The Flash (6 Folgen)
- 2017: Dimension 404 (Folge 1x03)
- 2019: ctrl alt delete (6 Folgen)